# Mro Bandani
Mro Bandani ist ein Fluss auf Anjouan, einer Insel der Komoren in der Straße von Mosambik.

## Geographie
Der Fluss entspringt im Gebiet von Bandani-Vouani am Hang des Paharoni-Kammes im Südwesten von Anjouan. Er verläuft nach Süden und erhält noch Zufluss vom Bouboni. Dann mündet er bei Bandani bald in die Straße von Mosambik.
Südlich schließt sich das Einzugsgebiet des Mro Choungoui an und nordwestlich das Einzugsgebiet des Mro Bouéni.